# فیلیپ لاکس
فیلیپ لاکس (انگلیسی: Philipp Laux؛ زادهٔ ۲۵ ژانویهٔ ۱۹۷۳) بازیکن فوتبال اهل آلمان است.
از باشگاه‌هایی که در آن بازی کرده‌است می‌توان به باشگاه فوتبال آینتراخت برانشوایگ و باشگاه فوتبال بروسیا دورتموند اشاره کرد.